# قوة عمل

قوة العمل أو القوى العاملة لمجتمع ما هي تعداد الأشخاص الذين يعملون أو الذين يبحثون عن عمل مدفوع الأجر في ذلك المجتمع من بداية مرحلة الشباب إلي سن التقاعد. لا يحتسب ضمن القوة العاملة الطلبة والمتقاعدين وربات البيوت والعاطلين (الذين لا يبحثون عن عمل) ونزلاء السجون.